# O, hur härligt majsol ler
O, hur härligt majsol ler (även känd som Majsång) är en majsång komponerad på 1820-talet. Musiken skrevs av Friedrich Kuhlau, och den tyska originaltexten från 1789 är av Johann Heinrich Voß. Sången har den tyska originaltiteln "O der schöne Maienmond", och den tidiga danska versionen under titeln "O, den skønne, skønne maj" är av okänd översättare; vid komponerandet var Kuhlau sedan 1810 bosatt i Danmark. Sångtexten översattes till svenska av Carl Wilhelm Böttiger.
Denna majsång introducerades i Uppsala vid valborgsfirandet 1831 och hör till valborgsmässofirandets mest traditionella sångnummer. Den förekommer i en mängd filmer, inklusive Markurells i Wadköping (1931), Väg ur en kris (1949), Nils Holgerssons underbara resa (1962) och Du är inte klok Madicken (1979).